# Janusz Stanisław Przemieniecki
Janusz Stanisław Przemieniecki (ur. 30 stycznia 1927 w Lipnie, zm. 29 listopada 2017) – żołnierz Armii Krajowej, polski inżynier, profesor Air Force Institute of Technology. Uważany za współtwórcę metody elementów skończonych, prekursor badań w zakresie naprężeń termicznych w pokryciach samolotów naddźwiękowych. 

## Życiorys
W czasie II wojny światowej, w wieku 15 lat wstąpił do Armii Krajowej. W powstaniu warszawskim walczył na Mokotowie, w Zgrupowaniu Pułku „Baszta” pod pseudonimem "Marian". Po upadku powstania przez siedem miesięcy przebywał w obozach jenieckich na terenie Niemiec i Austrii. Maturę zdał we Włoszech. Dyplom inżyniera lotnictwa i doktora inżynierii z zakresu aerodynamiki (1958) zdobył w Wielkiej Brytanii na University of London. Także tam w 1988 uzyskał stopień naukowy, odpowiadający polskiemu doktorowi habilitowanemu (Doctor of Science).
Od 1949 brał udział w pracach projektowych i badawczych przy konstruowaniu samolotów Bristol 188 i Concorde. Od 1961 związany z Instytutem Technologii Wojsk Lotniczych (Air Force Institute of Technology) w stanie Ohio w Stanach Zjednoczonych. W latach 1961–1964 jako profesor nadzwyczajny (associate professor), a w latach 1965–1995 jako profesor. W latach 1969–1995 był dziekanem, a następnie rektorem wspomnianego Instytutu. 
Sygnatariusz Listu otwartego inteligencji polskiej w USA do IPN z roku 2002 w sprawie raportu prokuratorskiego IPN w sprawie Jedwabnego.
Jego pogrzeb odbył się na Florydzie w Stanach Zjednoczonych, ale część prochów została złożona w Polsce, w kolumbarium na Cmentarzu Wojskowym na Powązkach w Warszawie.

## Wyróżnienia i odznaczenia
- Krzyż Komandorski Orderu Zasługi RP[5]
- Krzyż Armii Krajowej
- Medal Wojska
- Warszawski Krzyż Powstańczy

Otrzymał godność doktora honorowego następujących uczelni:
- Politechniki Warszawskiej (1999)[6]
- Wojskowej Akademii Technicznej (2001)[7]

W 2013 otrzymał tytuł Honorowego Obywatela Lipna. Prezydent Ronald Reagan nadał mu też dwie Rangi Prezydenckie (Distinguished Executive), a Amerykańskie Siły Powietrzne swoje najwyższe odznaczenie.

## Wybrane publikacje
- Przemieniecki J. S., Theory of matrix structural analysis, Dover, New York 1985, ISBN 0-486-64948-2.
- Przemieniecki J. S., Introduction to mathematical methods in defense analyses, AIAA, Washington 2000, ISBN 0-930403-71-1.
- Przemieniecki J. S., Mathematical methods in defense analyses, wyd. 3, AIAA, Reston 2000, ISBN 1-56347-397-6.